# Walka o Rzym
Walka o Rzym (niem. Kampf um Rom, wł. La calata dei barbari, rum. Bătălia pentru Roma) – erefenowsko-włosko-rumuński film historyczny zrealizowany w dwóch częściach w 1968 (cz. 1) i 1969 (cz. 2). Podstawą scenariusza była czterotomowa powieść Kampf um Rom Felixa Dahna z roku 1876. Film przedstawia dzieje germańskiego plemienia Ostrogotów od czasów króla Teodoryka Wielkiego aż do podboju ich państwa przez Bizancjum w 553 roku. 

## Obsada
- Emanoil Petruț  – Teja
- Adela Mărculescu – Aspa
- Ewa Strömberg – Rauthgundis
- Ursula Herwig – Rauthgundis (głos)
- Sylva Koscina – cesarzowa Teodora
- Ursula Heyer – cesarzowa Teodora (głos)
- Ingrid Boulting – Julia
- Friedrich von Ledebur – Hildebrand
- Paul Wagner – Hildebrand (głos)
- Dieter Eppler – Thorismund
- Ion Dichiseanu – Furius
- Joachim Pukaß – Furius (głos)
- Orson Welles – cesarz Justynian
- Martin Hirthe – cesarz Justynian (głos)
- Harriet Andersson – Mathaswintha
- Michael Dunn – Narses
- Gerd Martienzen – Narses (głos)
- Honor Blackman – Amalaswintha
- Renate Küster – Amalaswintha (głos)
- Robert Hoffmann – Totyla
- Randolf Kronberg – Totyla (głos)
- Laurence Harvey – Cethegus
- Jürgen Thormann – Cethegus (głos)
- Florin Piersic – Witigis
- Rolf Schult – Witigis (głos)
- Lang Jeffries – Belizariusz
- Siegfried Dornbusch – Belizariusz (głos)
- Mircea Anghelescu – Aligern
- Richard Haller – Aligern (głos)
- Fory Etterle – Reobindus
- Wolfgang Amerbacher – Reobindus (głos)
- Klaus Kinski
- Alexandru David – żołnierz (cz. I)
- Wilhelm Borchert – Narrator (głos)

## Wersja polska
Opracowanie: Studio Opracowań Filmów w Warszawie

Reżyseria: Izabella Falewiczowa

Dialogi: Krystyna Albrecht

Dźwięk: Roman Błocki

Montaż: Anna Szatkowska

Kierownictwo produkcji: Mieczysława Kucharska

Wystąpili:
- Tadeusz Pluciński – Cethegus
- Mieczysław Pawlikowski – cesarz Justynian
- Joanna Jedlewska – cesarzowa Teodora
- Wanda Majerówna – Amalswintha
- Alicja Raciszówna – Mataswintha
- Jerzy Rogowski – Totyla
- Eugeniusz Robaczewski – Narses
- Jolanta Zykun – Julia
- Włodzimierz Bednarski – Witigis
- Janusz Zakrzeński – Thorismund
- Zofia Saretok
- Czesław Byszewski
- Wiktor Grotowicz
- Zygmunt Listkiewicz
- Roman Wilhelmi

Źródło: 